# Merremia similis
Merremia similis là một loài thực vật có hoa trong họ Bìm bìm. Loài này được Elmer mô tả khoa học đầu tiên năm 1908.